# Кенин
Кенин (建仁) је јапанска ера (ненко) која је настала после Шоџи и пре Генкју ере. Временски је трајала од фебруара 1201. до фебруара 1204. године и припадала је Камакура периоду. Владајући монарх био је цар Цучимикадо.Нова ера је именована како би обележили период шинју (shin'yū 辛酉), годину револуције по старом сексагенарном кругу.

## Важнији догађаји Кенин ере
- 1202. (Кенин 2, први месец): Умире Минамото но Јошишиге.[5]
- 1202. (Кенин 2, седми месец): Минамото но Јорие се уздиже на дворској хијерархији. Временом постаје други шогун Камакура шогуната.[5]
- 1202. (Кенин 2, десети месец): Наидаиџин Минамото но Мичичика умире у 54 години. Његово место заузима „даинагон“ Фуџивара но Такатада.[5]
- 1202. (Кенин 2): По наређењу шогуна Минамота но Јурија, монах Еисаи оснива Зен храм и манастир Кенин-џи у области Ризаи.[6]
- 1203. (Кенин 3, осми месец): Шогун Јорие се озбиљно разбољева.[5]
- 1203. (Кенин 3, девети месец):Јорие брије главу и постаје будистички свештеник. Цар именује новог шогуна Минамота но Санетомоа док Хоџо Токимаса постаје његов шикен (регент).[7]